# Macromitrium bujongolanus
Macromitrium bujongolanus là một loài rêu trong họ Orthotrichaceae. Loài này được O'Shea mô tả khoa học đầu tiên năm 2008.